# Klockerin
Die Klockerin (früher auch Glockerin oder Glocknerin genannt) ist ein aus zwei Gipfeln bestehender Berg der Glocknergruppe der Hohen Tauern im österreichischen Bundesland Salzburg. Der Südwestgipfel ist 3422 m ü. A. hoch, der Nordostgipfel weist eine Höhe von 3335 m auf. Die beiden Gipfel sind etwa 240 Meter voneinander entfernt. Nach Westen hin sendet der Berg einen ausgeprägten Grat aus. Der Westnordwestgrat ist eine zwar kurze, aber scharfe Felsrippe. Die Klockerin hat eine etwa 920 Meter hohe und bis 54° geneigte mächtige Nordwestwand. Besonders nach Westen hin, zum Stausee Mooserboden (Stauziel auf 2036 m) erscheint sie als gewaltiges Massiv.
Zuerst bestiegen wurde der Berg am 18. September 1869 durch den deutschen Alpinisten Karl Hofmann, den Prager Kaufmann Johann Stüdl sowie die Bergführer Thomas Groder und Josef Schnell aus Kals am Großglockner.

## Lage und Umgebung

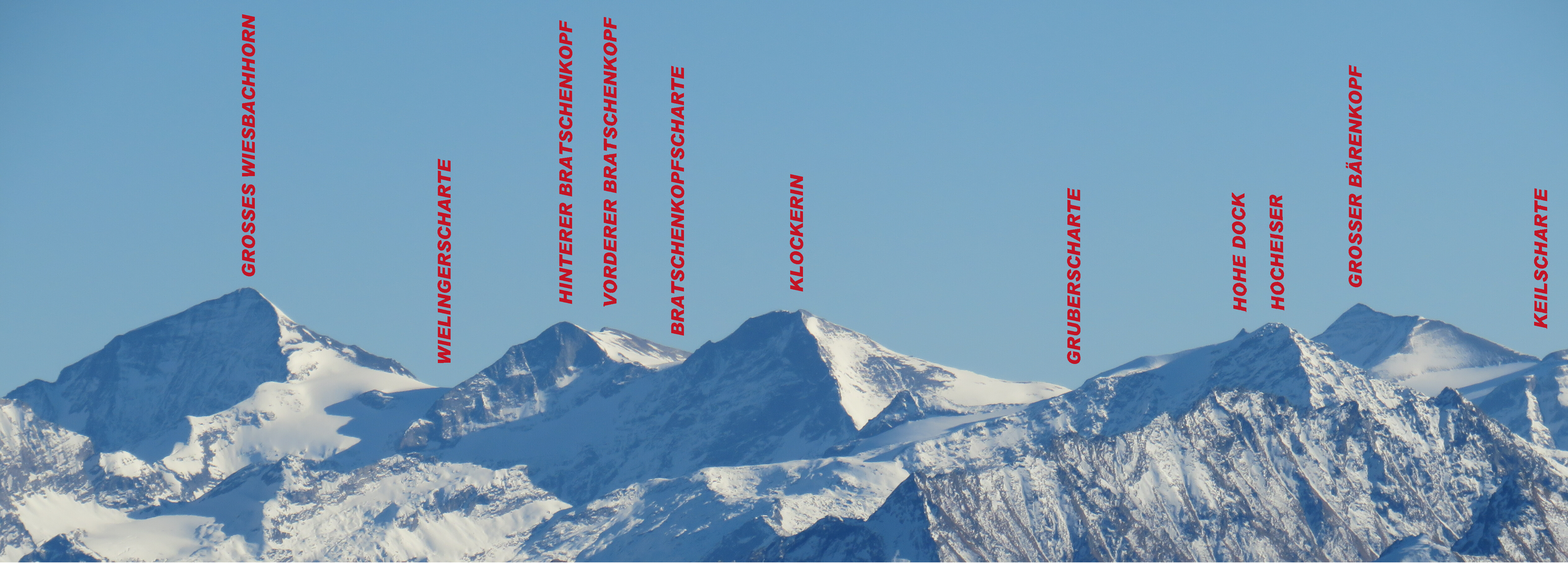
Lage der Klockerin (mittig) zwischen dem Hinteren Bratschenkopf (links) und dem Großen Bärenkopf (rechts), gesehen aus Nordwesten

Die Klockerin ist von Gletschern umgeben. Im Nordosten liegt das kleine Obere Klockerinkees, im Südosten erstreckt sich das spaltenreiche Bratschenkopfkees bis auf den firnbedeckten höchsten Punkt des Südostgipfels. Im Westen liegt das Bärenkopfkees, und im Nordwesten, unterhalb der mächtigen Nordwestwand, das (Untere) Klockerinkees. Bedeutende benachbarte Berge sind im Verlauf des Südgrats, getrennt durch die auf 3074 m gelegene Gruberscharte, der Große Bärenkopf mit einer Höhe von 3396 m, in nordöstlicher Richtung, jenseits der 3380 m hoch gelegenen Bratschenkopfscharte, das 3564 m hohe Große Wiesbachhorn, der höchste Berg des Gebiets. Nordwestlich dieser Scharte liegt der 3413 m hohe Hintere und südöstlich der Vordere Bratschenkopf, mit 3401 m Höhe. Die nächstgelegenen bedeutenden Siedlungen sind das etwa neun Kilometer Luftlinie nördlich gelegene Kaprun im Pinzgau und in elf Kilometern Entfernung, Fusch an der Großglocknerstraße. Nach Westen hin fällt die Klockerin hinab zum Mooserboden.

## Stützpunkte und Touren

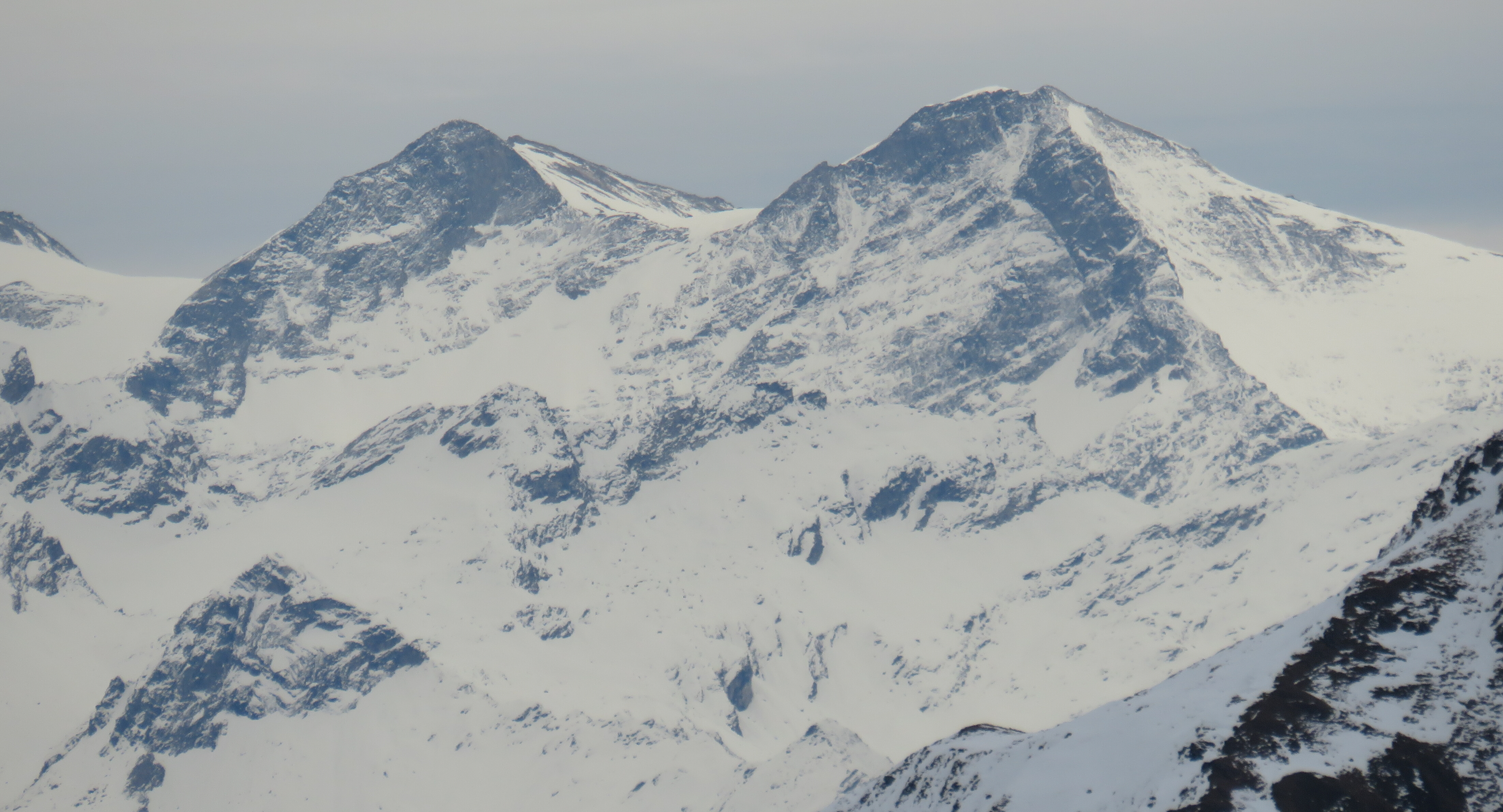
Hinterer und Vorderer Bratschenkopf (links) sowie Klockerin (rechts) gesehen aus Nordwesten, ganz links die Wielingerscharte auf dem Kaindlkees, mittig das Bratschenkopfkees

Der Weg, den die Alpinisten im Jahre 1869 einschlugen, führte von der Kapruner Seite auf einen Berg, von dem sie glaubten, dass es der Große Bärenkopf sei. In Wahrheit standen sie auf einem unbekannten Gipfel, der in der damaligen Tauern-Karte von Franz Keil noch nicht eingezeichnet war. Da der später Glockerin genannte Berg nur als ernsthafte Hochtour erreicht werden kann, sind entsprechende Ausrüstung und Gletschererfahrung unbedingt erforderlich. Den heutigen Normalweg sind Stüdl und Gefährten bei ihrer Tour im Abstieg gegangen, heute wird er als Anstieg benutzt. Als Stützpunkt dient das Heinrich-Schwaiger-Haus auf 2802 m Höhe, östlich oberhalb des Mooserbodens, oder die Oberwalder Hütte (2972 m), nordwestlich oberhalb der Franz-Josefs-Höhe. Von der Oberwalder Hütte führt der Weg in nördlicher Richtung als ernsthafte Gletscherbegehung über den Wasserfallwinkel und das Bockkarkees zur Keilscharte, dann nordöstlich über das Bärenkopfkees zur Gruberscharte (mit Biwakschachtel auf 3104 m, 9 Notlager) und über den Südkamm der Klockerin in leichter Kletterei UIAA I zum Südostgipfel. Von der Scharte aus sind 330 Höhenmeter zu überwinden. Kombinierte Eis- und Felskletterrouten führen seit Mitte der 1920er Jahre über die Südostflanke (bis UIAA III), über die Nordwestrippe (45°, UIAA IV-, 890 Höhenmeter) und durch die Nordwestwand. Hier weisen die Schlüsselstellen Schwierigkeiten von UIAA IV und V auf, bei einer Neigung von 56° und 922 Höhenmetern.